# Trevor Ettinger
Trevor Robert Ettinger (* 13. Juli 1980 in Truro, Nova Scotia; † 26. Juli 2003) war ein kanadischer Eishockeyspieler, der im Verlauf seiner aktiven Karriere unter anderem für die Syracuse Crunch in der American Hockey League gespielt hat. Ettinger, der die Rolle eines Enforcers ausfüllte, beging im Sommer 2003 im Alter von 23 Jahren Suizid.

## Karriere
Ettinger spielte zunächst ab der Saison 1997/98 bei den Cape Breton Screaming Eagles mit Spielbetrieb in der Top-Juniorenliga Ligue de hockey junior majeur du Québec. Beim NHL Entry Draft 1998 wurde er in der sechsten Runde an insgesamt 159. Position von den Edmonton Oilers ausgewählt. Bei den Cape Breton Screaming Eagles füllte er in der Saison 1999/2000 das Amt des Mannschaftskapitäns aus. Die Saison spielte er jedoch beim Ligakonkurrenten Moncton Wildcats zu Ende. Seine Juniorenkarriere beendete Ettinger 2001 im Trikot der Cataractes de Shawinigan. Seine einzigen beiden Saisonen auf Herrenebene verbrachte der Verteidiger bei den Dayton Bombers in der East Coast Hockey League und Syracuse Crunch in der American Hockey League.
Ettinger beging am 26. Juli 2003 im Alter von 23 Jahren Suizid.

## Karrierestatistik
(Legende zur Spielerstatistik: Sp oder GP = absolvierte Spiele; T oder G = erzielte Tore; V oder A = erzielte Assists; Pkt oder Pts = erzielte Scorerpunkte; SM oder PIM = erhaltene Strafminuten; +/− = Plus/Minus-Bilanz; PP = erzielte Überzahltore; SH = erzielte Unterzahltore; GW = erzielte Siegtore; 1 Play-downs/Relegation; Kursiv: Statistik nicht vollständig)